# Tajuria yahna
Tajuria yahna är en fjärilsart som beskrevs av William Doherty 1886. Tajuria yahna ingår i släktet Tajuria och familjen juvelvingar. Inga underarter finns listade i Catalogue of Life.